# Jean de Brunswick-Lunebourg
Jean (en allemand : Johann), né vers 1242 et mort le 13 décembre 1277, est un prince de la maison de Brunswick (Welf), fils du duc Othon Ier et de Mathilde d'Ascanie. Il fut, conjointement avec son frère aîné Albert Ier, le second duc de Brunswick et Lunebourg de 1252 puis, à la partition du duché en 1269, le premier prince de Lunebourg jusqu'à sa mort.

## Biographie
À la mort de son père Othon Ier en 1252, Jean lui succède conjointement avec son frère Albert Ier. En 1267, les deux frères décident de se partager le duché, et en 1269, Jean reçoit la région de Lunebourg. Il devient le premier prince de Lunebourg, tout en conservant le titre de « duc de Brunswick-Lunebourg ». Il combattit victorieusement le comte de Schwerin et obtint par traité le fief d'Uelzen, ville à laquelle il accorda en 1270 une charte. En 1273 il accorda aux bourgeois de Lunebourg le monopole du commerce du sel sur ses terres, ce qui assura la prospérité de cette ville hanséate. Le duc Jean est inhumé dans l'abbaye Saint-Michel de Lunebourg.

## Descendance
En 1265, Jean épouse Liutgard (morte après 1303), fille du comte Gérard Ier de Holstein-Itzehoe. Cinq enfants sont nés de cette union :
- Othon II (1266-1330), prince de Lunebourg ;
- Mathilde (morte après 1301), épouse en 1291 le seigneur Henri Ier de Werle ;
- Élisabeth (morte avant 1298), épouse en 1294 le comte Jean II d'Oldenbourg ;
- Hélène, épouse le comte Conrad III de Wernigerode ;
- Agnès (morte vers 1314), épouse le comte Werner Ier de Hadmersleben.